# Astichus quadrimaculatus
Astichus quadrimaculatus är en stekelart som först beskrevs av William Harris Ashmead 1894.  Astichus quadrimaculatus ingår i släktet Astichus och familjen finglanssteklar. Inga underarter finns listade.